# 加拉魯
09°58′04″S 37°04′58″W / 9.96778°S 37.08278°W
加拉魯（葡萄牙語：Gararu），是巴西的城鎮，位於該國東北部，由塞爾希培州負責管轄，始建於1877年，面積645平方公里，海拔高度16米，2010年人口11,458，人口密度每平方公里17.77人。